# Torvizcón
Torvizcón er en by og kommune i det sydøstlige Spanien i provinsen Granada. Den har et indbyggertal på 621 (2024) indbyggere.